# 企業行動管理
企業移動管理 (Enterprise Mobility Management, EMM) 是指專注於在業務環境中管理行動設備、無線網絡和其他移動計算服務的一組人、流程和技術。隨著企業內有越來越多的員工購買了智能手機和平板電腦設備，並尋求在工作場所使用這些設備的支持，企業移動管理已經變得越來越重要。
企業移動管理的目標是確定行動IT應如何與工作流程和目標相結合，以及如何在工作場所使用這些設備時支持員工。

## 發展與演進
- 行動裝置管理（MDM）是最早期的移動管理，以遠端管理裝置的基本功能為主，包含簡單的遠端裝置鎖定與移除。
- 行動應用管理（MAM）則在行動設備管理的基礎上增加了應用管理的功能，主要在管理手機上的特定應用程式。
- 行動內容管理（英语：Mobile content management system）（MCM）則在行動設備管理和行動應用管理的基礎上增加對手機上的特定機密、敏感資料的管理，例如：分開存放個人與企業資料、加強行動裝置存取公司文件與瀏覽企業內部網頁安全。

## 安全性
由於行動裝置容易丟失或被盜，因此這些設備上的資料非常容易受到攻擊。企業行動管理的目的是在防止在行動裝置上未經授權訪問企業應用程式和/或公司資料的系統集。這可以包括密碼保護，加密和/或遠端抹除技術，允許管理員從錯放的設備中刪除所有資料。在許多系統中，可以集中管理和派送安全政策。這樣的設備管理系統被編程為支持各種設備製造商的应用程序接口（API），以提高安全性。 or over HTTPS.
行動裝置和企業之間的數據傳輸應該始終加密，例如透過VPN隧道或HTTPS。 or over HTTPS.
企業內行動裝置通常會在個人和專業使用套用自攜設備(BYOD)策略，在這個情況下，企業IT難以控制惡意軟件可能在裝置上、以及對企業資料可能造成的損害。
Android設備的多樣性吸引了消費者購買者，但卻是IT安全專家的焦慮之源。OpenSignal是一家位於英國的行動公司，最近發布了近70萬個設備的調查報告，報告了使用八種不同版本的Google操作系統的大約12,000種不同的Android裝置。對於許多IT組織製定其自攜設備(BYOD)策略，這轉化為難以監控和控制的安全風險。